# Chamaeleon gummifer
La masticogna latticifera (nome scientifico Chamaeleon gummifer (L.) Cass., 1827) è una pianta angiosperma dicotiledone di aspetto erbaceo, con fusto eretto appartenente alla famiglia delle Asteraceae.

## Descrizione
Chamaeleon gummifer è una erbacee perenne. La forma biologica è emicriptofita rosulata (H ros), ossia in generale sono piante erbacee, a ciclo biologico perenne, con gemme svernanti al livello del suolo e protette dalla lettiera o dalla neve e hanno le foglie disposte a formare una rosetta basale. La radice di queste piante è grossa e legnosa e secerne un succo gommoso aromatico, dolciastro e velenoso. I fusti sono subnulli.
Le foglie, disposte in modo alterno, hanno un contorno lanceolato-spatolato con alcuni lobi (sono 2 - pennatosette con 5 - 8 paia di segmenti per lato). I lobi terminano con delle abbondanti spine. Il rachide è dentato. Dimensione delle foglie: larghezza 4 – 10 cm; lunghezza 15 – 40 cm.
Le infiorescenze sono composte da un solo capolino avvolto da vistose brattee simili a foglie (foglie involucrali) terminanti con 3 spine patenti lunghe 1 – 2 cm. I capolini, omogami o eterogami, di tipo discoide, sono formati da un involucro a forma più o meno cilindrica composto da brattee (o squame) all'interno delle quali un ricettacolo fa da base ai fiori tutti tubulosi. Le brattee dell'involucro disposte su più serie in modo embricato e scalato hanno un contorno lesiniforme con una spinula apicale di 3 – 5 mm. Il ricettacolo è densamente ricoperto con grandi scaglie. Diametro del capolino: 3 – 7 cm.
I fiori sono principalmente del tipo tubuloso. I fiori sono tetra-ciclici (ossia sono presenti 4 verticilli: calice – corolla – androceo – gineceo) e pentameri (ogni verticillo ha 5 elementi). I fiori sono ermafroditi e actinomorfi. Molto raramente sono presenti dei fiori periferici radiati e sterili.
- Formula fiorale:

- /x K {\displaystyle \infty }, [C (5), A (5)], G 2 (infero), achenio

- Calice: i sepali del calice sono ridotti ad una coroncina di squame.
- Corolla: le corolle dei fiori è colorata di purpureo.
- Androceo: gli stami sono 5 con filamenti liberi, distinti e glabri, mentre le antere sono saldate in un manicotto (o tubo) circondante lo stilo.[11] Le antere hanno delle lunghe appendici sericee.
- Gineceo: lo stilo è filiforme e corto; gli stigmi dello stilo sono due divergenti. L'ovario è infero uniloculare formato da 2 carpelli.
- Fioritura: da agosto a settembre.

Il frutto è un achenio con un pappo. L'achenio è densamente sericeo e il pericarpo è di tipo parenchimatico. Il pappo (persistente o deciduo) è formato da setole piumose chiare spesso connate con robuste scaglie. Lunghezza dell'achenio: 5 – 6 mm. Lunghezza del pappo: 20 – 25 mm.

## Biologia
- Impollinazione: l'impollinazione avviene tramite insetti (impollinazione entomogama tramite farfalle diurne e notturne).
- Riproduzione: la fecondazione avviene fondamentalmente tramite l'impollinazione dei fiori (vedi sopra).
- Dispersione: i semi (gli acheni) cadendo a terra sono successivamente dispersi soprattutto da insetti tipo formiche (disseminazione mirmecoria). In questo tipo di piante avviene anche un altro tipo di dispersione: zoocoria. Infatti gli uncini delle brattee dell'involucro si agganciano ai peli degli animali di passaggio disperdendo così anche su lunghe distanze i semi della pianta.

## Distribuzione e habitat
- Geoelemento: il tipo corologico (area di origine) è "Sud Mediterraneo".
- Distribuzione: in Italia è una specie rara e si trova al Sud. Fuori dall'Italia si trova sulle coste del Mediterraneo (dal Maghreb all'Anatolia).
- Habitat:  l'habitat preferito per queste piante sono i pascoli aridi e le garighe.
- Distribuzione altitudinale: sui rilievi, in Italia, queste piante si possono trovare fino a 700 m s.l.m..
- Fitosociologia: queste piante frequentano le vegetazioni erbacee della fascia termo-mediterranea; comunità vegetale: Lygeo-Stipetea.

## Tassonomia
La famiglia di appartenenza di questa voce (Asteraceae o Compositae, nomen conservandum) probabilmente originaria del Sud America, è la più numerosa del mondo vegetale, comprende oltre 23.000 specie distribuite su 1.535 generi, oppure 22.750 specie e 1.530 generi secondo altre fonti (una delle checklist più aggiornata elenca fino a 1.679 generi). La famiglia attualmente (2021) è divisa in 16 sottofamiglie.
La tribù Cardueae (della sottofamiglia Carduoideae) a sua volta è suddivisa in 12 sottotribù (la sottotribù Carlininae è una di queste).

### Filogenesi
Sulla sottotribù Carlininae non sono state fatte finora delle specifiche analisi filogenetiche sul DNA, ma solo ristrette ricostruzioni su alcune specie. La sottotribù sembra aver avuto un'origine africana in quanto Carlininae è probabilmente il gruppo basale della tribù Cardueae e formano un “gruppo fratello” con altre due sottotribù (Oldenburgieae e Tarchonantheae entrambe della sottofamiglia Tarchonanthoideae) che in base alle ultime ricerche risultano di origine africana (altre precedenti ipotesi di origine di questo gruppo, come specie endemiche insulari di Creta e della Macaronesia, sono da eliminare).
Chamaeleon è un genere recentemente recuperato. In passato le specie di questo genere erano descritte all'interno del genere Carlina.
Il numero cromosomico di C. gummifer è: 2n = 20.

### Sinonimi
Sono elencati alcuni sinonimi per questa entità:
- Acarna gummifera (L.) Willd.
- Acarna macrocephala  Willd.
- Atractylis acaulis  Pers.
- Atractylis gummifera  L.
- Atractylis macrocephala  Desf.
- Atractylis nemotoiana  Arènes
- Carlina fontanesii  DC.
- Carlina gummifera  (L.) Less.
- Carlina macrocephala  Less.
- Carthamus gummiferus  (L.) Lam.
- Cirsellium gummiferum  (L.) Brot.